# Petrell caragrís
El petrell caragrís (Pterodroma gouldi) és ocell marí de la família dels procel·làrids (Procellariidae), d'hàbits pelàgics que habita als Oceans del Sud, criant a l'illa del Nord de Nova Zelanda.

Ha estat considerat una subespècie del petrell alagran, però recentment han estat considerades espècie diferents, arran els treballs de Gill et al. (2010).